# Манежная площадь (Санкт-Петербург)
Мане́жная пло́щадь — площадь, расположенная в Центральном районе Санкт-Петербурга на пересечении Итальянской и Караванной улиц, на неё выходит пешеходная Малая Садовая улица. Ансамбль площади сложился в XIX — начале XX века.
Ансамбль Манежной площади составляют памятники архитектуры Михайловский манеж (Зимний стадион), здания конюшен Михайловского замка, здание Санкт-Петербургского благородного собрания (Дом Радио). В центре площади разбит сквер. В составе исторической застройки центра Санкт-Петербурга площадь включена в список Всемирного наследия.

## История названия
Первоначально с 1836 по 1846 год площадь называлась Михайловской (по Михайловскому манежу). Затем название перешло к площади перед Михайловским дворцом (ныне площадь Искусств). В 1846—1866 годах у площади было неофициальное название Караванная площадь (по аналогии с соседней Караванной улицей). Современное название присвоено 28 апреля 1866 года по местонахождению Михайловского манежа.

## История

### Предыстория площади
Ещё до возникновения Санкт-Петербурга пространство в районе рек Мойки и Фонтанки было заселено финнами и называлось Perukka-Saari, иногда «Perwiskina» и «Perusina» (фин. perus — земля с твёрдым грунтом). В период шведского владычества эти земли значились шведским владением. Оно занимало участок, ограниченный сегодня набережными Фонтанки и Мойки у их слияния, каналом Грибоедова и отрезком Невского проспекта. Это имение Пётр I подарил царице, предусмотрев место для разбивки сада. В 1711—1714 годах Екатерина Алексеевна построила на участке дворец, названный Берхгольцем («маленький домик») и начала разводить сад-огород, известный как Третий Летний (нынешний Михайловский) сад. От моста через Мойку была проложена дорога, которая шла по направлению к будущей Манежной площади (примерно по оси нынешней Кленовой аллеи). В 1730-х годах дорога была обсажена по обеим сторонам берёзами. Дорога заканчивалась, не доходя до Невского проспекта, обрывалась примерно на месте будущей Манежной площади, где ещё в середине XVIII века из заболоченной низины брал начало ручей, впадавший в Фонтанку. Болото вместе с ручьём исчезло вскоре после выпрямления берегов Фонтанки.
Во времена царствования Анны Иоанновны сад был сохранён для охоты. Императрица распорядилась:

«Позади нашего третьего огорода к проспективе, которая идёт от погребов, подле слонового двора на порожнем месте сделать ягр-гартен, для гоньбы и стреляния оленей, кабанов и зайцев, и для того оное место изравнять и насадить деревьев, …, и в середине сделать галерею деревянную на каменном фундаменте, а против дорог каменные стенки»

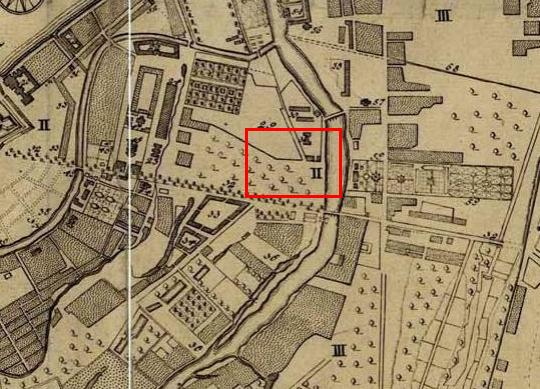
Фрагмент «Плана Императорского столичного города Санкт-Петербурга, сочинённого в 1737 году»

Охотничий сад занимал площадь от реки Кривуши (нынешний Канал Грибоедова) до нынешней Караванной улицы и с юга ограничивалось Невский проспектом. В царствование Елизаветы Петровны у места слияния Мойки и Фонтанки для императрицы по проекту архитектора Б. Ф. Растрелли был построен большой деревянный Летний дворец. По соседству с дворцом, ближе к берегу Фонтанки, находились деревянные и большая каменная оранжереи. К югу от дворца и нового садика также по проекту Растрелли был разбит сад-лабиринт. В начале 1750-х годов проходила дорога, по которой, свернув с Невского проспекта, двигались кареты и экипажи в сторону Летнего дворца Елизаветы Петровны. Ещё одна дорога, именовавшаяся в начале 1740-х годов «улицей к Симеоновскому мосту» (будущая Караванная), вела к переправе через Фонтанку. По обеим сторонам этой дороги находился Слоновый двор с площадкой для выгула слонов на берегу Фонтанки, слоновыми амбарами, конюшнями, ледником и кухней. Рядом стояло здание лаковой мастерской и склад «Канцелярии от строений».

### Возникновение и развитие площади
При императоре Павле Петровиче на месте деревянного дворца Елизаветы Петровны по проекту В. И. Баженова и В. Бренны был возведён Михайловский замок, к югу от которого были построены конюшенные корпуса и экзерциргауз (манеж), определившие северную границу Манежной площади. Ансамбль замка был огорожен глухим каменным забором с тремя воротами и несколькими калитками. Парадные въездные ворота с монументальными пилонами занимали центр будущей Манежной площади. Ворота просуществовали до 1830 года, когда были демонтированы. В 1819 году ансамбль бывшей павловской резиденции был передан Военно-инженерному ведомству. Здания экзерциргауза и малых (западных) конюшенных корпусов были заняты казармами учебного сапёрного батальона.
Идея связать Инженерный замок с архитектурной системой главных улиц города принадлежала председателю Комитета строений и гидравлических работ А. Бетанкуру. Решение этой задачи Бетанкур поручил К. И. Росси.
В 1823—1824 годах К. И. Росси провёл реконструкцию Манежа и конюшен. Он перестроил и связал в единую композицию торцевые фасады зданий. По мере застройки нынешних Караванной и Итальянской улиц, в 1820-х—1850-х годах определились южные и восточные стороны площади. В 1836 году площадь получила название Михайловская площадь, с которым она просуществовала до 1846 года.
С целью скрыть малопривлекательные внутренние постройки между зданиями экзерциргауза и малых конюшенных корпусов в 1838 году со стороны Итальянской улицы возвели каменную стену, завершённую небольшой чугунной решёткой, составленной из копий. На небольшом пространстве между этими зданиями был устроен пейзажный сад, ограждённый со стороны Итальянской улицы оградой на 20 столбах. В 1869 году сад перешёл на баланс города. В связи с этим прошла перепланировка по проекту инженера-архитектора И. А. Мерца и автора композиции зелёного убранства садовника А. Визе. Сад расширили выпрямлением тротуара, произведённого под общую линию, дорожки и площадки посыпаны щебнем. В 1871 году сооружена железная решётка с воротами посередине, створки которых крепились к каменным столбам, декорированным рельефными гербами Петербурга и датой «1871». В саду по проекту архитектора А. С. Лыткина была сооружена деревянная прямоугольная беседка от дождя с декором в стиле русской народной резьбы. В инвентарной ведомости 1880 года зафиксирована общая площадь Старо-Манежного сада, составлявшая 354 квадратных сажени. Среди насаждений лиственница, пихта, липа, вяз, дуб, черёмуха, ива, боярышник, сирень, бузина, акация, газоны засеяны клевером и овсом.
Театральный декоратор А. И. Роллер получил разрешение на постройку в центре площади деревянного здания, в котором предполагал показывать панорамы заграничных городов. В 1849 году первой была показана панорама Палермо. Вскоре Роллер уехал за границу, после чего здание панорамы немедленно снесли. В 1867 году на этом месте баварским поданным Карлом Гинне по проекту архитекторов Р. Б. Бернгарда и П. П. Мижуева было построено деревянное здание цирка. 26 декабря состоялась премьера конного представления, где выступала сестра Карла Гинне Вильгельмина, вышедшая незадолго до этого за итальянца Гаэтано Чинизелли. В 1875 году Чинизелли получил разрешение на постройку постоянного каменного цирка в Инженерном сквере (перед южным фасадом Михайловского замка) у Симеоновского моста. После открытия нового цирка 26 декабря 1877 года, построенного по проекту архитектора В. А. Кенеля, деревянный цирк на Манежной площади продали на слом.
Летом 1878 года за счёт Г. Чинизелли началась реконструкция Манежной площади с устройством нового сквера. Проект выполнил архитектор В. А. Кенель, проект озеленения разработал городской садовник А. Визе. Смета составила сумму 10593 руб. Посредине треугольного сквера был устроен круглый бассейн с фонтаном (уменьшенная копия фонтана в Александровском саду), вокруг дорожка с песчаной площадкой для детских игр. На газонах разбиты клумбы с цветами, а вокруг сквера насажены в несколько рядов деревья. Вокруг установлена железная решётка, состоящая из пик, посредине связанных металлическими узорами, поставлена на каменных устоях. 13 мая 1879 года в присутствии Градоначальника Санкт-Петербурга А. Е. Зурова состоялось торжественное открытие сквера на Манежной площади. После молебна, совершенного священником Симеоновской церкви, при участии хора певчих, представителями городского Управления подписан приёмный акт, по которому сквер становится городской собственностью. Петербургский купец Николай Горичев получил разрешение на установку в саду павильона для торговли цветами и фруктами на выгодных для города условиях, обязывающих арендатора содержать и ремонтировать за свой счёт ограду и обеспечивать сад посадками. По инвентаризационной ведомости 1880 года сквер имеет форму треугольника со скруглёнными углами площадью 697 квадратных саженей, протяжённость ограды на каменном фундаменте — 106 саженей. В ограде было устроено двое ворот в сторону Караванной и Малой Садовой улиц. Бассейн фонтана был выложен из красного мелкозернистого гранита и имел диаметр 2,5 сажени. Посадки состояли из вязов, тополей, клёнов, ясеней, жимолости, жасмина, розы.
В 1887 году в помещении Михайловского манежа проводило свою первую выставку Русское общество птицеводства. В 1892 году в манеже проводилась Всероссийская пожарная выставка и съезд пожарных с размещением в Старо-Манежном саду экспонатов выставки. В следующем году на этих же площадках проходила Ι Всероссийская гигиеническая выставка. Там же несколько лет проводились выставки Императорского Российского общества садоводства. В здании Манежа проводились необычные выставки, как, например, Международная тюремная выставка (в 1898 году), Всероссийская и Международная выставки молочного хозяйства (в 1899 году). В помещениях Михайловского манежа проходили I, III и IV Международные автомобильные выставки. Как правило, на время действия выставок в Старо-Манежном саду открывали ресторан.

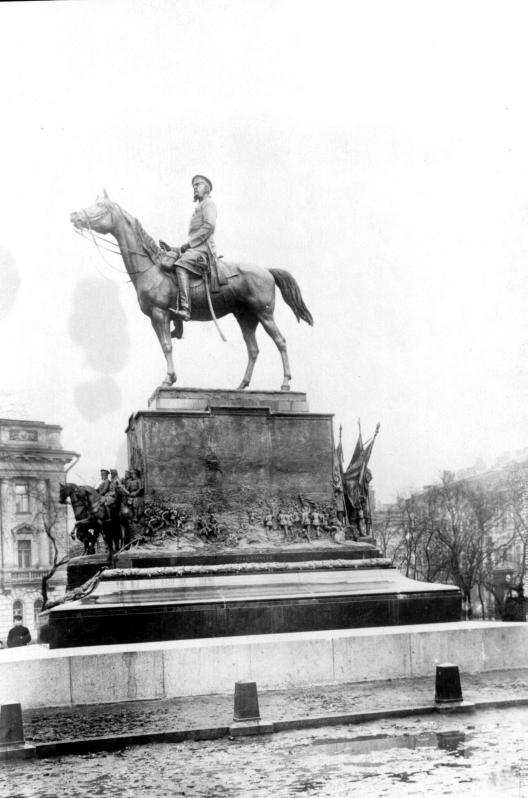
Памятник великому князю Николаю Николаевичу Старшему.
Фото 1914 года

В 1902 году в створе Кленовой аллеи фасадом на Манежную площадь военное ведомство построило дом. Неоднократно возникали идеи застроить Ново-Манежный сквер. В 1903 году предлагали возвести в его центре храм. В 1900 и 1907 годах обсуждался вопрос о сооружении памятника императору Александру II. В 1910 году возникла идея создания памятника великому князю Николаю Николаевичу Старшему. Памятник решили установить в середине сквера лицом на север в створе Кленовой аллеи. Предполагалось открыть перспективу на памятник императору Петру Великому у Михайловского замка. Открытие памятника состоялось 12 января 1914 года. Монумент был отлит по модели итальянского скульптора Пьетро Каноника, пьедестал выполнен гранильщиком из Финляндии Казидером. Великий князь представлен сидящим на коне в полной военно-походной форме, с фельдмаршальским жезлом в руке. На постаменте памятника с каждой стороны были помещены четыре горельефа. С лицевой стороны воспроизведён заключительный момент Русско-турецкой войны 1877—1878 годов — парад под стенами Константинополя. На заднем горельефе представлена группа из пяти знаменосцев. По обеим сторонам постамента, в виде больших барельефов, изображены битвы при Плевне и Шипке. Отливка всех четырёх рельефов была произведена из цельного куска металла. Постамент, высеченный из красного гранита, окаймляла бронзовая лавровая гирлянда. При открытии памятника состоялся парад, которым командовал великий князь Николай Николаевич Младший. Принимали участие румынская, болгарская, сербская и черногорская делегации, участники русско-турецкой войны, члены императорской семьи. К лету 1915 года была проведена реконструкция сквера и установлена новая ограда.
В 1914 году на углу Итальянской и Малой Садовой улиц по проекту архитекторов братьев Косяковых было построено здание Благородного собрания. Во время Первой мировой войны здесь находился японский госпиталь на 200 человек, где работали и жили японские врачи, прибывшие в Россию по линии Красного Креста.
По административно-территориальному делению Санкт-Петербурга на начало XX века Манежная площадь находилась на территории Спасской полицейской части.

### Советский период
В соответствии с декретом «О памятниках революции» от 12 апреля 1918 года было решено убрать памятник Николаю Николаевичу старшему в Ново-Манежном сквере, «как не представляющий интереса ни с исторической, ни с художественной стороны». В Риме в «Музее Каноника» находится выполненная в натуральную величину конная статуя великого князя.
В 1917 году здании кредитного общества открылся кинотеатр «Сплендид-Палас», где 7 ноября 1918 года состоялась премьера первого советского художественного фильма «Уплотнение». После Октябрьской революции в здании Дворянского собрания обосновался Дворец пролетарской культуры, а с 1920-х годов в его зрительном зале размещался кинотеатр «Колос». С 1933 года в доме находился созданный Ленинградский Комитет по радиофикации и радиовещанию. В годы блокады Ленинграда отсюда не прекращалось радиовещание.
В послевоенные годы сквер неоднократно подвергался перепланировке. В 1948 году, когда в Михайловском манеже и на Манежной площади, а также в Ново-Манежном сквере разместили экспонаты Промышленной выставки, были почти полностью вытоптаны недавно восстановленные газоны. В результате их вновь пришлось восстанавливать. Площадь сквера в эти годы составляла 2973 м². В нём насчитывалось 168 деревьев, более 400 свободно растущих кустов и 320 кустов в живой изгороди, большое количество цветов высаженных на газонах. В 1952 году к столетию со дня смерти Н. В. Гоголя, на Манежной площади был заложен камень будущего памятника писателю, который в 1997 году был установлен на Малой Конюшенной улице.
12 июня 1948 года в доме Кредитного общества открылся первый в Ленинграде детский кинотеатр с новым названием «Родина». В 1959 году была проведена капитальная реконструкция верхних этажей, восстановлен зрительный зал. Здесь с 1960 года работает кинематографический центр Союза кинематографистов Санкт-Петербурга и располагается кинозал Дома Кино.
В 1949 году Михайловский манеж переоборудовали в зимний легкоатлетический стадион. Стадион за свою историю неоднократно подвергался реконструкции: в 1972, 1978 и к Играм Доброй воли — в 1994 годах. На Зимнем стадионе проводилось большое количество спортивных соревнований по лёгкой атлетике, волейболу, гандболу, художественной гимнастике, тяжёлой атлетике. В 1994 году проведены состязания Игр Доброй воли по пяти видам спорта: тяжёлой атлетике, дзюдо, тхэквондо, женскому волейболу, художественной гимнастике.
В 1972 году проведена реконструкция Старо-Манежного сада. Очертания газонов и площадок стали прямоугольными. Тогда же в саду появилась скульптурная группа из гипсоцемента, изображающая женщину с двумя детьми.

### Современный период
В 1990-е годы возникло предложение о воссоздании на площади памятника великому князю Николаю Николаевичу Старшему, но эта идея не получила необходимой финансовой поддержки. В 1998—1999 годах в Ново-Манежном сквере проводилась реконструкция, с целью вернуть облик начала XX века с оградой и фонтаном. Проект реконструкции разработала архитектор Г. Шолохова. 28 мая 1999 года состоялось открытие обновлённого сквера, а в июле того же года — воссозданного фонтана.
В 1998—1999 годах по северной границе Старо-Манежного садика по проекту архитекторов М. А. Рейнберга и А. Г. Шарова возвели элитный жилой дом. В 1999 году сад отреставрировали по проекту архитектора Г. Л. Шолоховой. 14 августа 2001 года здесь открылся памятник писателю И. С. Тургеневу, отлитый по модели скульпторов Я. Я. Неймана и В. Д. Свешникова.
К 300-летию Санкт-Петербурга в мае—июне 2003 года на Манежной площади и Итальянской улице был проведён пятый юбилейный фестиваль «Италия на Итальянской». В рамках праздника, в сквере в центре площади на газоне у фонтана были открыты бюсты итальянских архитекторов, строивших Петербург: Б. Ф. Растрелли, Дж. Кваренги, К. Росси, А. Ринальди. Скульптор бюстов В. Горевой, архитектор В. Попов. Бюсты были подарены городу на юбилей итальянским правительством и городом Миланом.

## Схема площади
1 — Здание конюшен Михайловского замка (восточный корпус)

2 — Дом военного ведомства

3 — Михайловский манеж (Зимний стадион)

4 — Жилой дом

5 — Старо-Манежный сад

6 — Здание конюшен Михайловского замка (западный корпус)

7 — Здание Санкт-Петербургского благородного собрания (Дом Радио)

8 — Доходный дом

9 — Доходный дом

10 — Доходный дом

11 — Доходный дом

12 — Доходный дом Алексина

13 — Доходный дом

14 — Дом Петроградского кредитного общества (Дом Кино)

15 — Ново-Манежный сквер

## Ансамбль площади

### Здание конюшен Михайловского замка (Манежная площадь, 2)
Бывшие конюшни (восточный корпус) Михайловского замка построены в 1798—1800 годах по проекту архитектора В. Бренна для конюшен Михайловского замка. В 1823—1824 годах фасады реконструированы по проекту архитектора К. И. Росси. Фасад выполнен как павильон с лоджиями в классическом стиле, украшен декоративными скульптурами: барельефы из военных доспехов, а также барельефные щиты с мечами и дубовыми ветвями по проекту скульпторов С. С. Пименова и В. И. Демут-Малиновского. Сейчас это офисное здание[когда?].

### Дом военного ведомства (Манежная площадь, 4)
Трёхэтажное здание в неоклассическом стиле построено в 1902 году военным ведомством России для Офицерского корпуса Его Императорского Величества Конвоя по проекту архитектора Б. И. Сегена. Сейчас это офисное здание[когда?].

### Михайловский манеж (экзерциргауз) (Манежная площадь, 6)

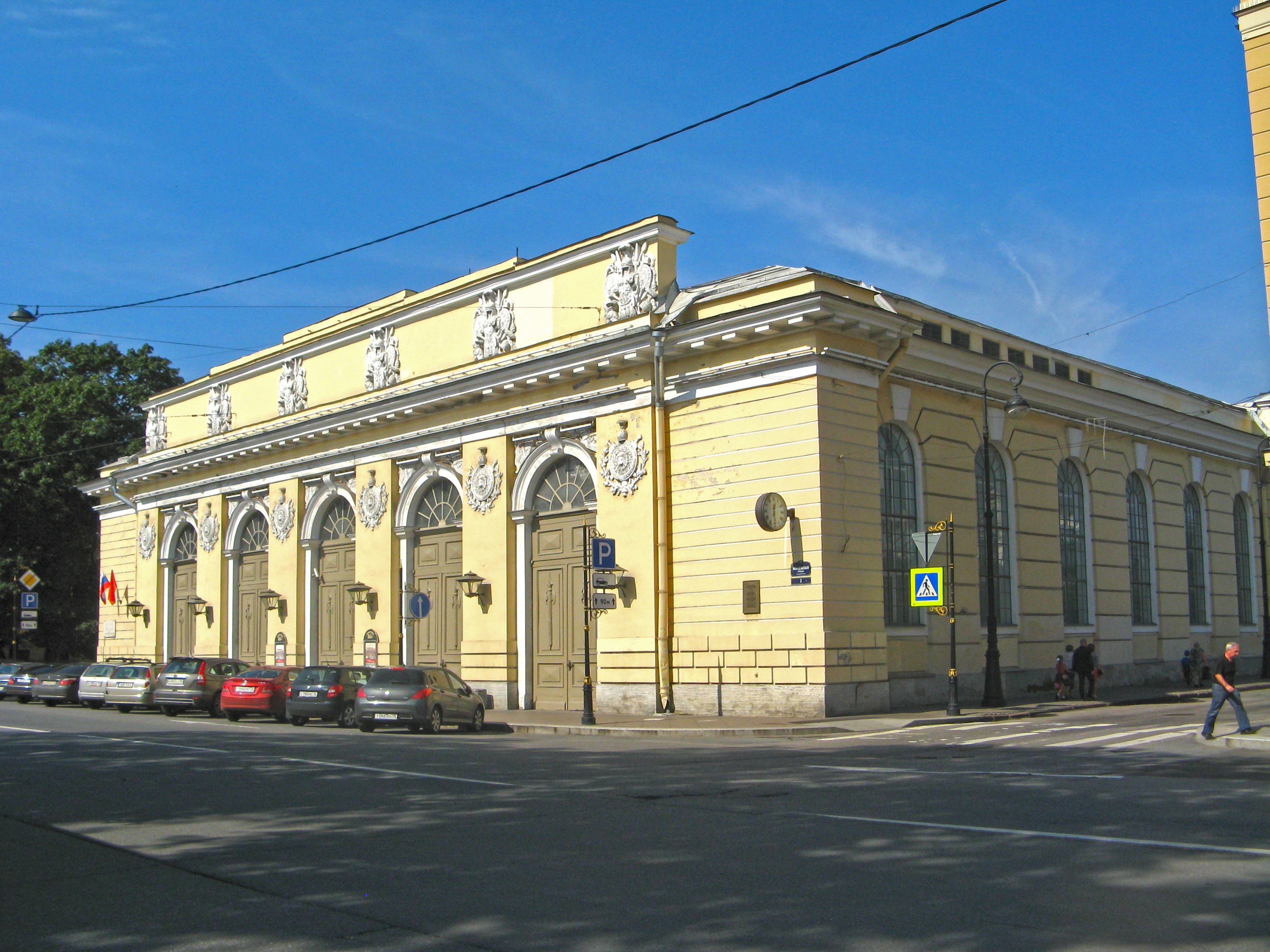

Построен в 1798—1800 годах по проекту архитектора В. Бренна. В 1823—1824 годах фасады реконструированы в классическом стиле по проекту архитектора К. И. Росси и скульпторов С. С. Пименова и В. И. Демут-Малиновского. Фасад манежа с пятиарочными дверными проёмами и аттиком украшен барельефами из военных доспехов, а также барельефными щитами с мечами и дубовыми ветвями.
5 марта (17 марта) 1861 года, в Прощёное воскресенье Александр Второй лично зачитал Манифест об отмене крепостного права.
15 апреля 1917 года и 1 января 1918 на митингах солдат в Манеже выступал Ленин.
В 2005 году ГУ «Зимний стадион» был преобразован в ГУДО СДЮШОР «Академия лёгкой атлетики» в нём занимаются свыше 800 спортсменов. В школе работает 8 заслуженных тренеров России. В 2007 году сборная команда школы была второй на первенстве России среди СДЮШОР.

### Жилой дом (Итальянская улица, 12А)
Жилой дом, построенный в 1998—1999 годах по проекту архитекторов М. А. Рейнберга и А. Г. Шарова. Фасад приближен к архитектуре находящихся рядом строений. В центре остеклённая мансарда.

### Портик служебных конюшен Михайловского замка (Итальянская улица, 12)
Построен в 1798—1800 годах по проекту архитектора В. Бренна для конюшен (западный корпус) Михайловского замка. В 1823—1824 годах фасады реконструированы по проекту архитектора К. И. Росси. Фасад выполнен как павильон с лоджиями в классическом стиле, украшен декоративными скульптурами: барельефы из военных доспехов, а также барельефные щиты с мечами и дубовыми ветвями по проекту скульпторов С. С. Пименова и В. И. Демут-Малиновского. Сейчас это жилой дом[когда?].

Здания по Манежной площади
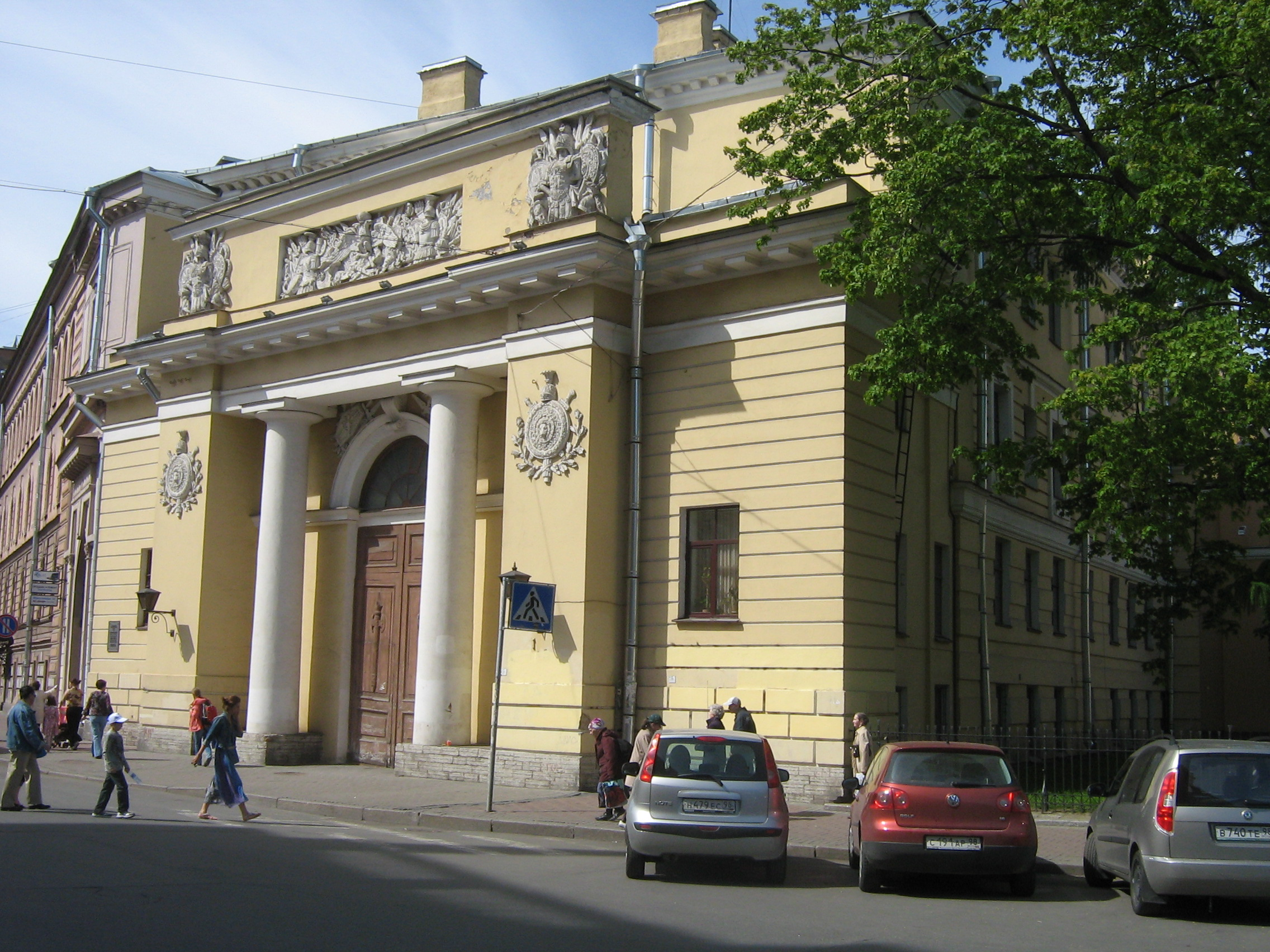
Здание конюшен (западный корпус) Михайловского замка
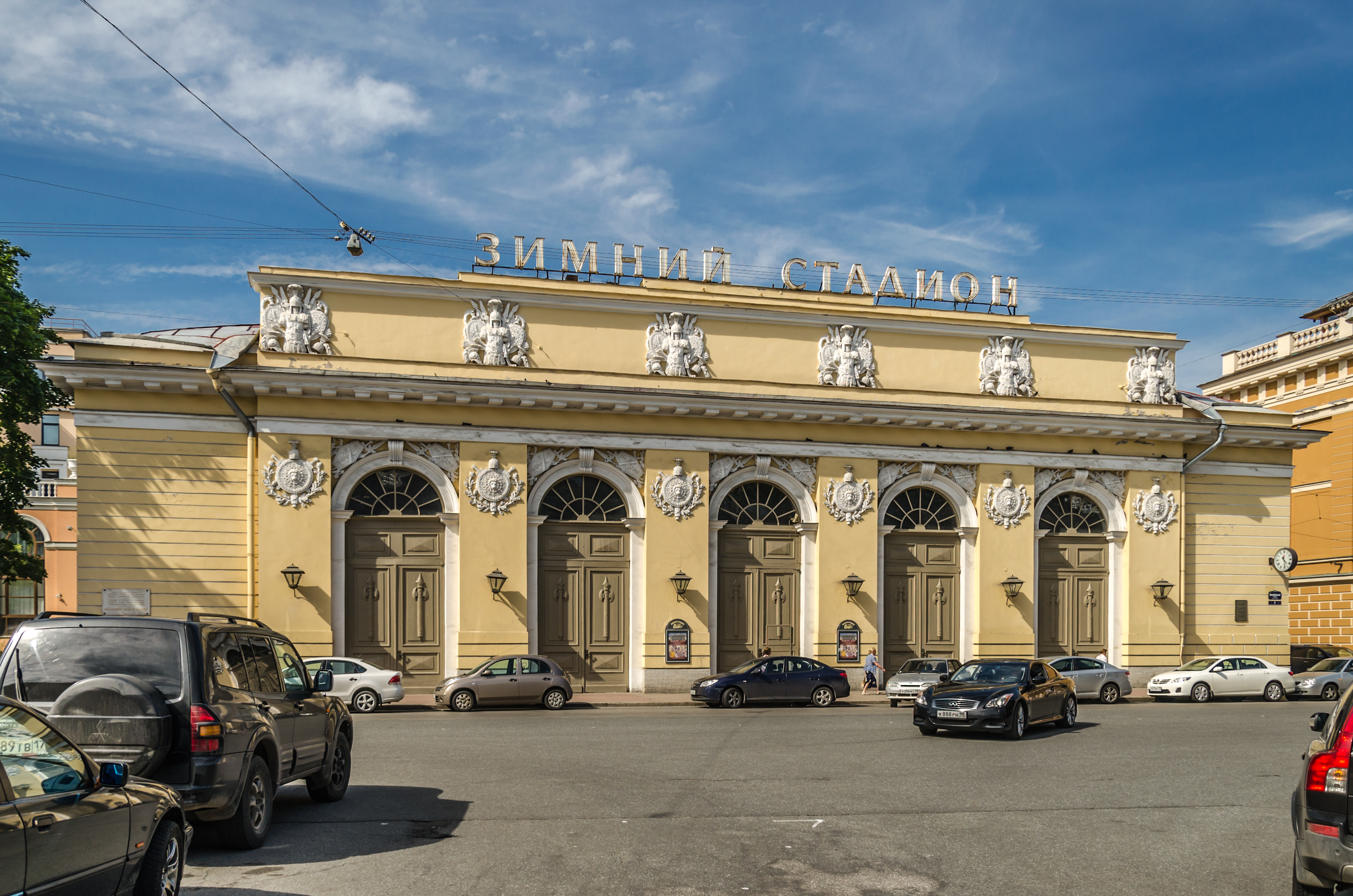
Михайловский манеж (Зимний стадион)
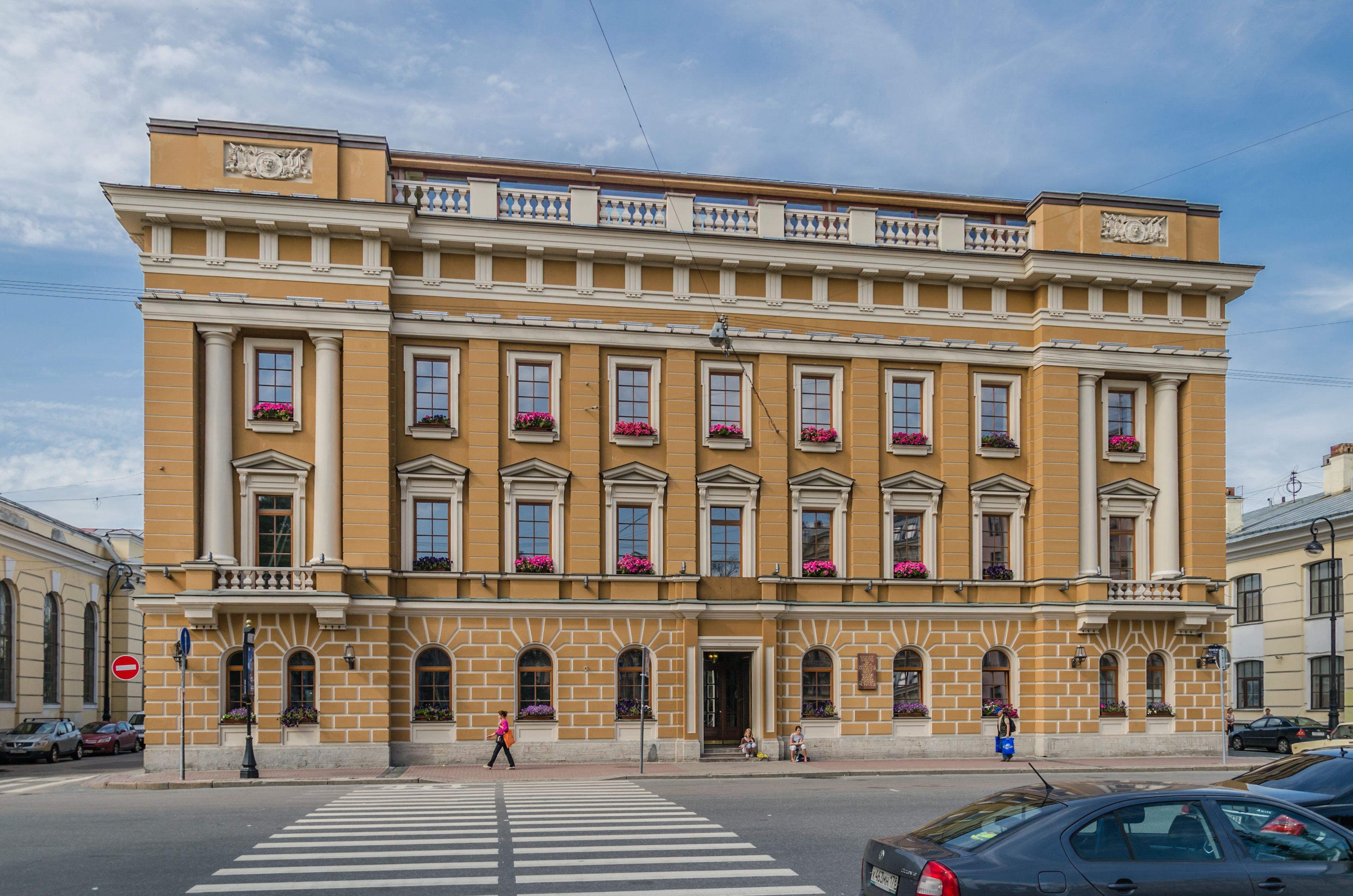
Дом военного ведомства
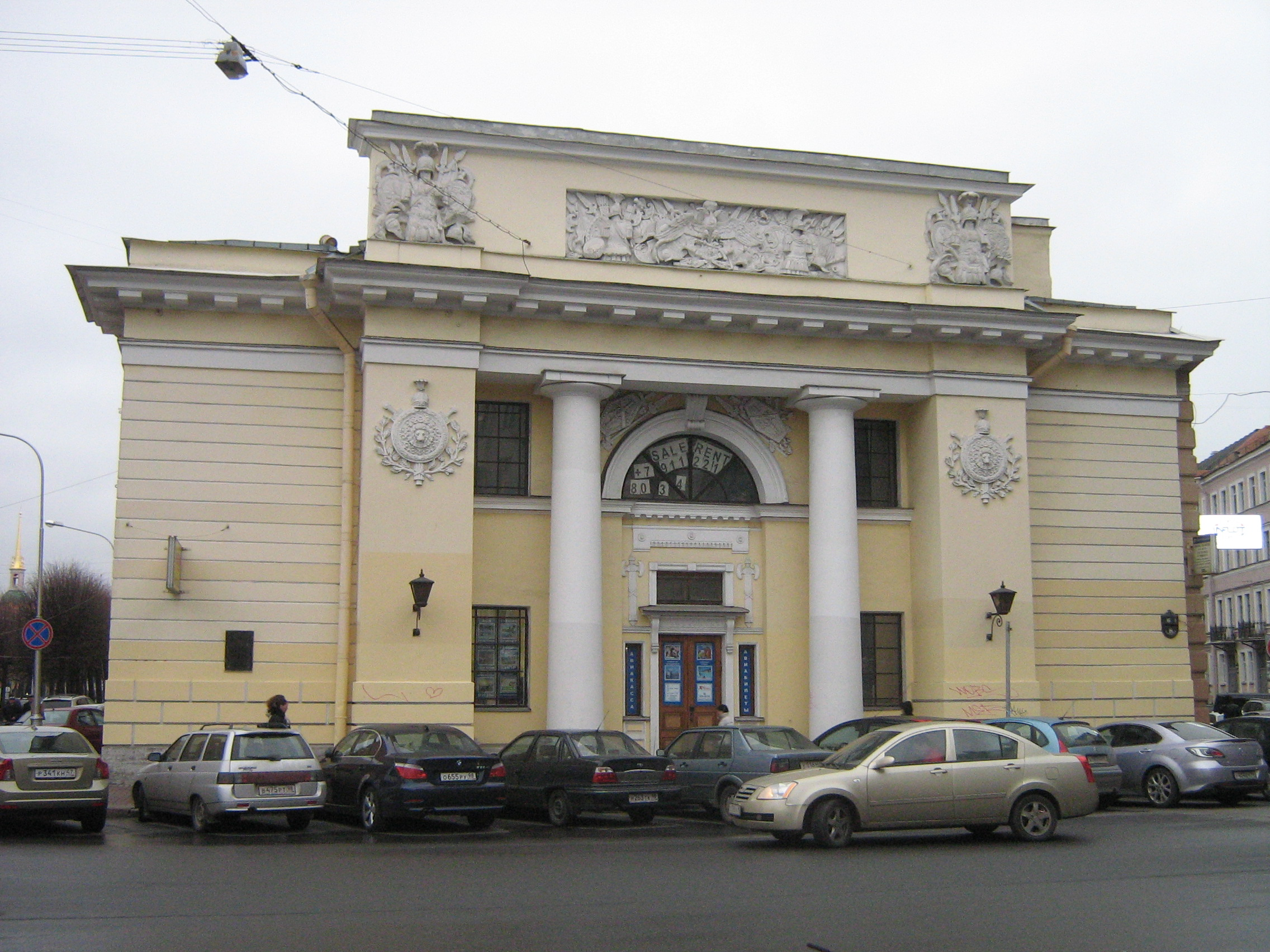
Здание конюшен (восточный корпус) Михайловского замка

### Здание Санкт-Петербургского благородного собрания (Дом Радио) (Итальянская улица, 27)
Здание построено в 1912—1914 годах по проекту архитекторов Влад. А. Косякова, Вас. А. Косякова и Г. А. Косякова для Благородного собрания. Четырёхэтажное здание в стиле модерн на углу Итальянской и Малой Садовой улиц. Представительный фасад с ордерскими элементами, авторы использовали мотив трёх арок и сочетанием различных видов штукатурки.
С 1933 года в этом доме находился Ленинградский Комитет по радиофикации и радиовещанию (сейчас принадлежит ТРК «Петербург-Пятый канал»). Из углового открытого для обзора с улицы съёмочного павильона, на первом этаже здания в прямом эфире выходит ежедневная программа «Открытая студия».

Здания по Итальянской улице
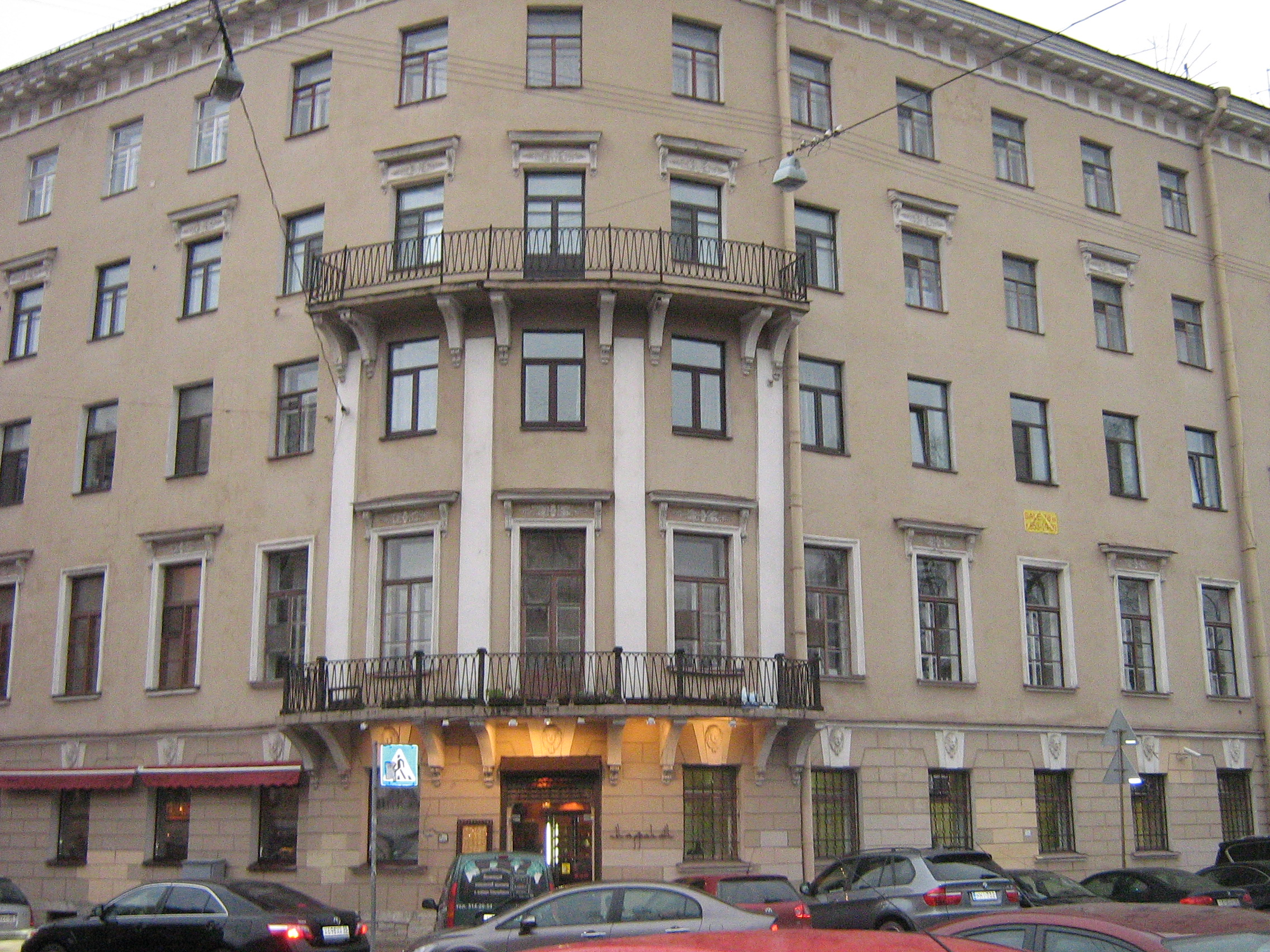
дом 35
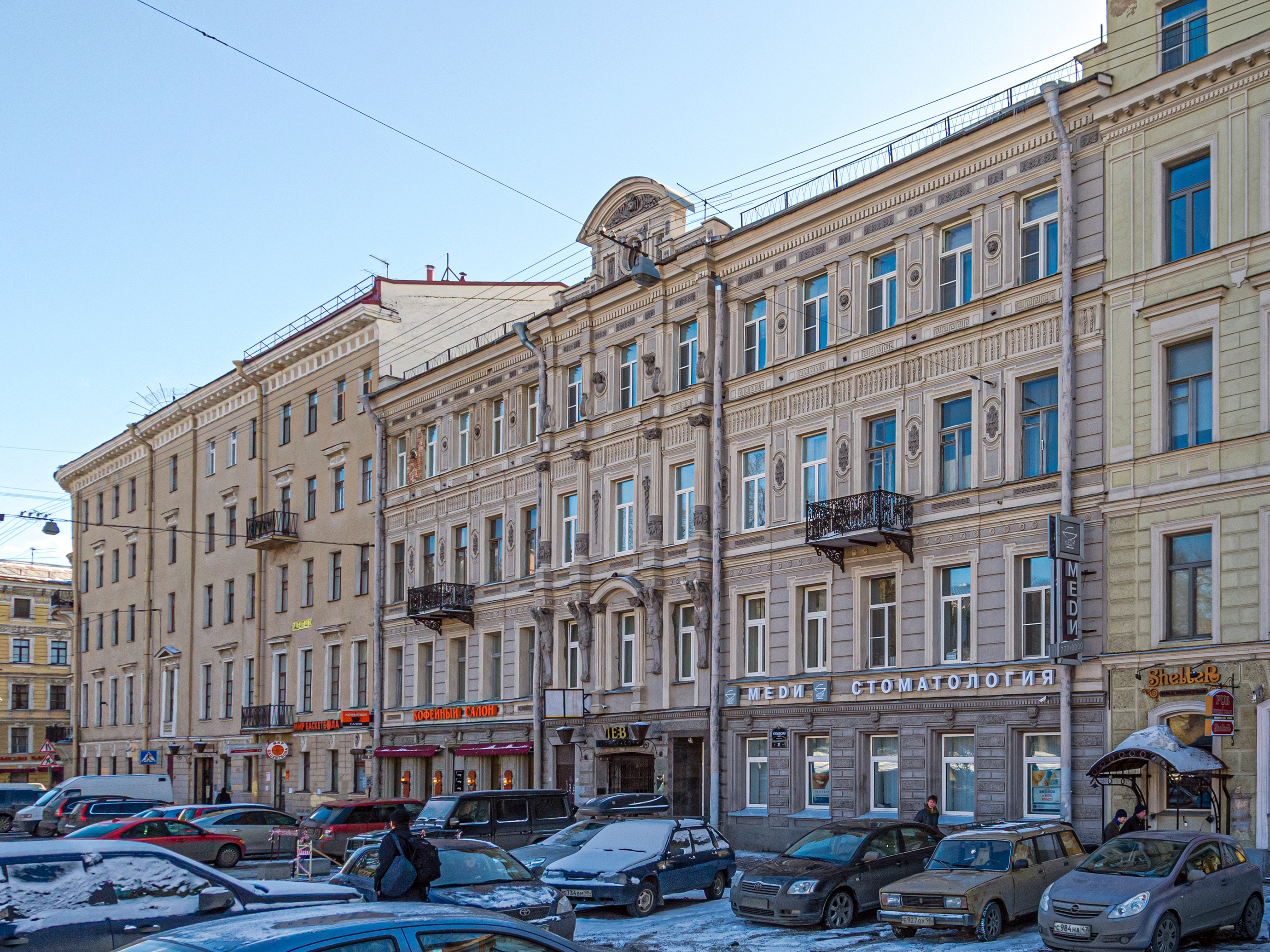
дом 31
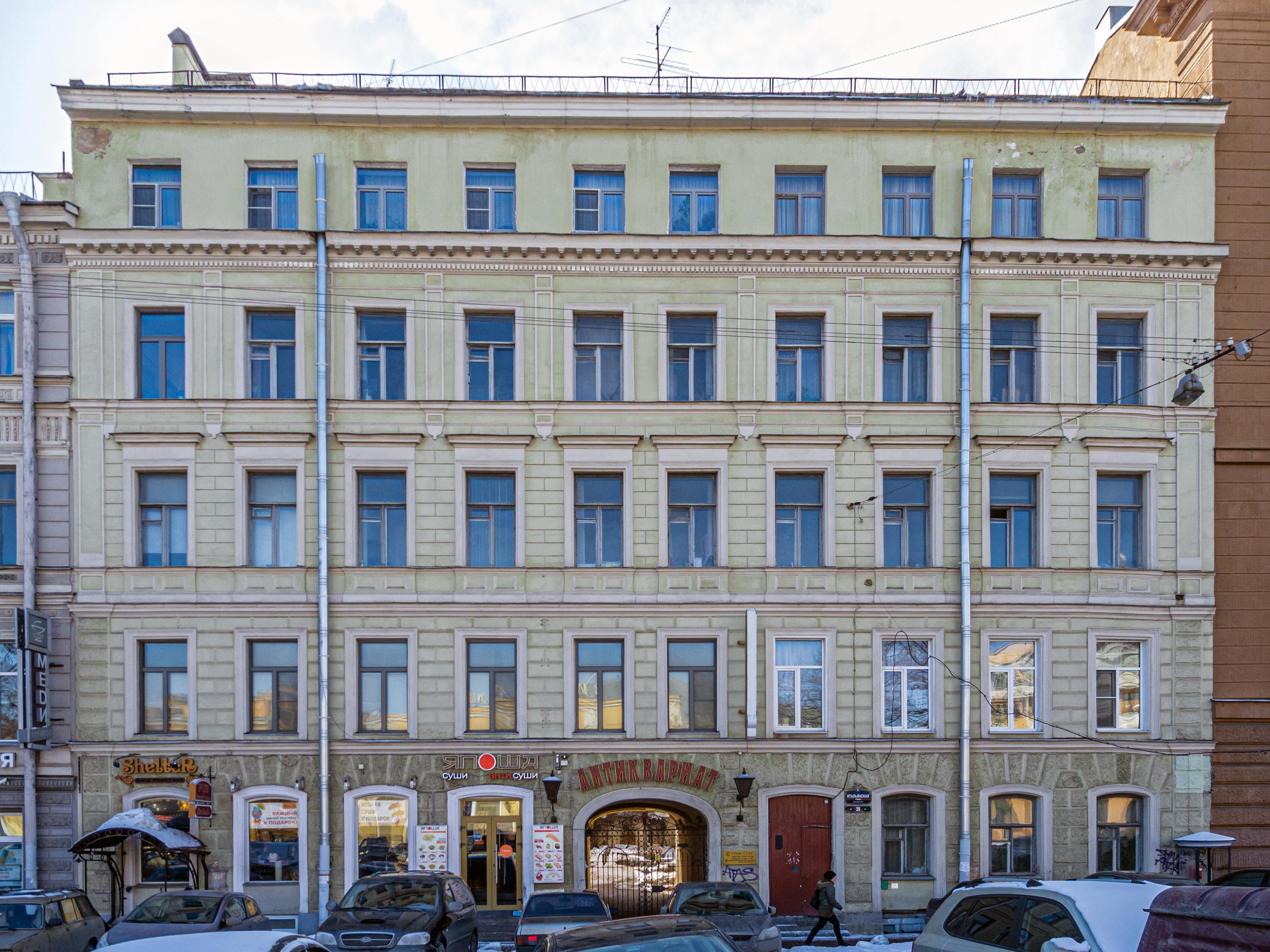
дом 29
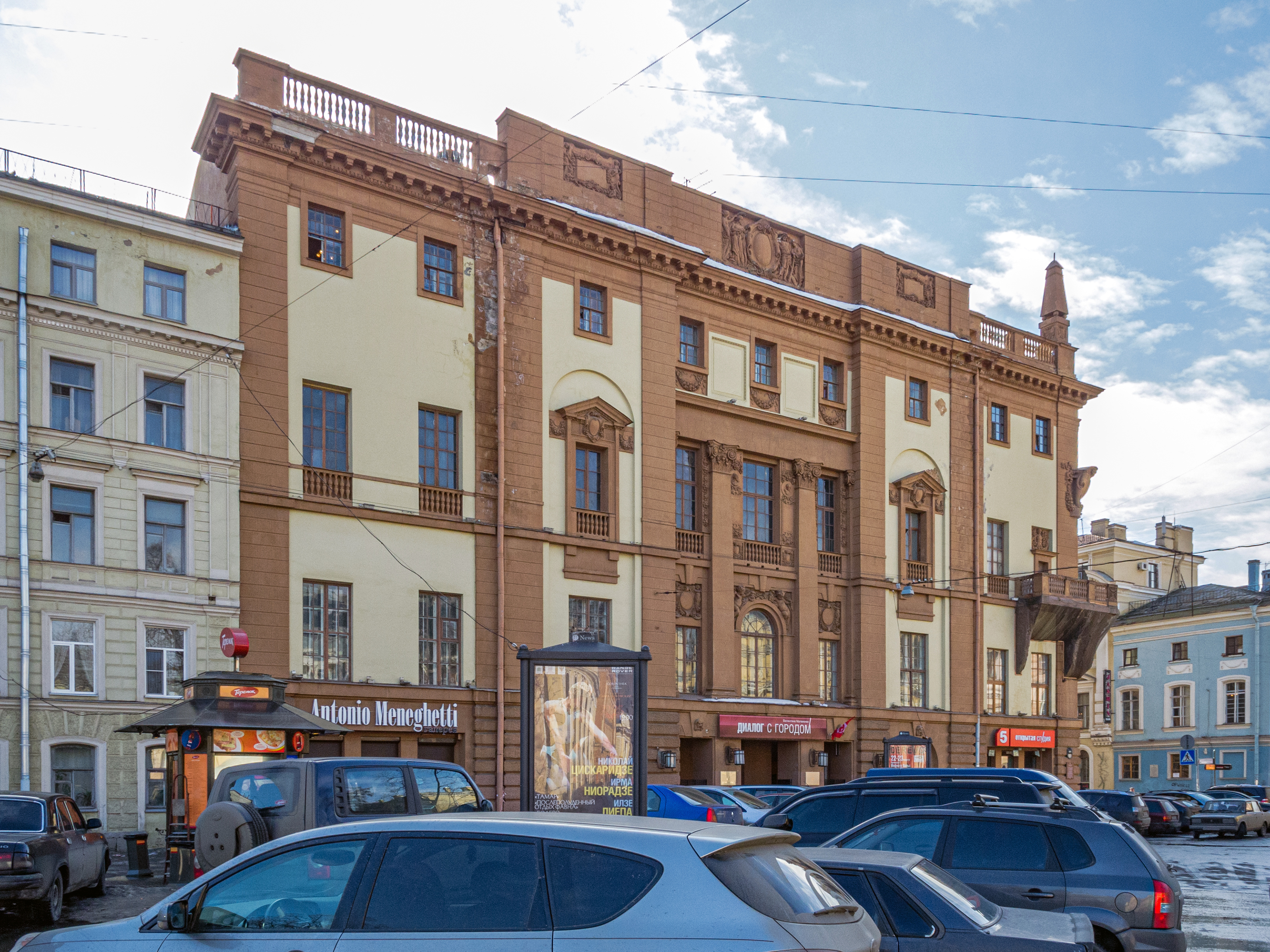
Дом Радио

### Доходные дома (Итальянская улица, 29, 31, 33, Караванная улица 14, 16)
Доходные дома, построенные в 1820-е—1850-е годы. Сейчас[когда?] это жилые дома с различными предприятиями на первом этаже.
- Итальянская улица, 29 — доходный дом, перестроен в 1851 году по проекту архитекторов Н. П. Гребёнка, А. Ф. Занфтлебен.
- Итальянская улица, 31 — доходный дом, перестроен в 1875—1876 годах архитектором А. С. Эрбером. Центр фасада украшен четырьмя полуколоннами ионического ордера, поддерживаемыми снизу поясной скульптурой атланта. Снизу полуколонны украшены барельефами с танцующими путти[16].
- Итальянская улица, 35 — доходный дом. Сейчас[когда?] здесь находится Санкт-Петербургский ГУП «Продовольственный фонд»[17].
- Караванная улица, 16/14 — доходный дом Челпанова, перестроен в 1875—1878 годах по проекту архитектора М. И. Белова[18].

### Дом Петроградского кредитного общества (Дом Кино) (Караванная улица, 12)
Дом построен в 1914—1916 годах по проекту архитекторов К. С. Бобровского и Б. Я. Боткина для Петроградского губернского кредитного общества. Фасад дома построен в характере итальянского палаццо поздней палладианской архитектуры XVI века.
С 1948 года здесь находится первый в Ленинграде детский кинотеатр «Родина». С 2001 года в этом здании открылся Петербургский Музей кино, который предлагает к показу классику российского, советского и зарубежного кино, проводятся ретроспективы, фестивали и панорамы кино.

Здания по Караванной улице
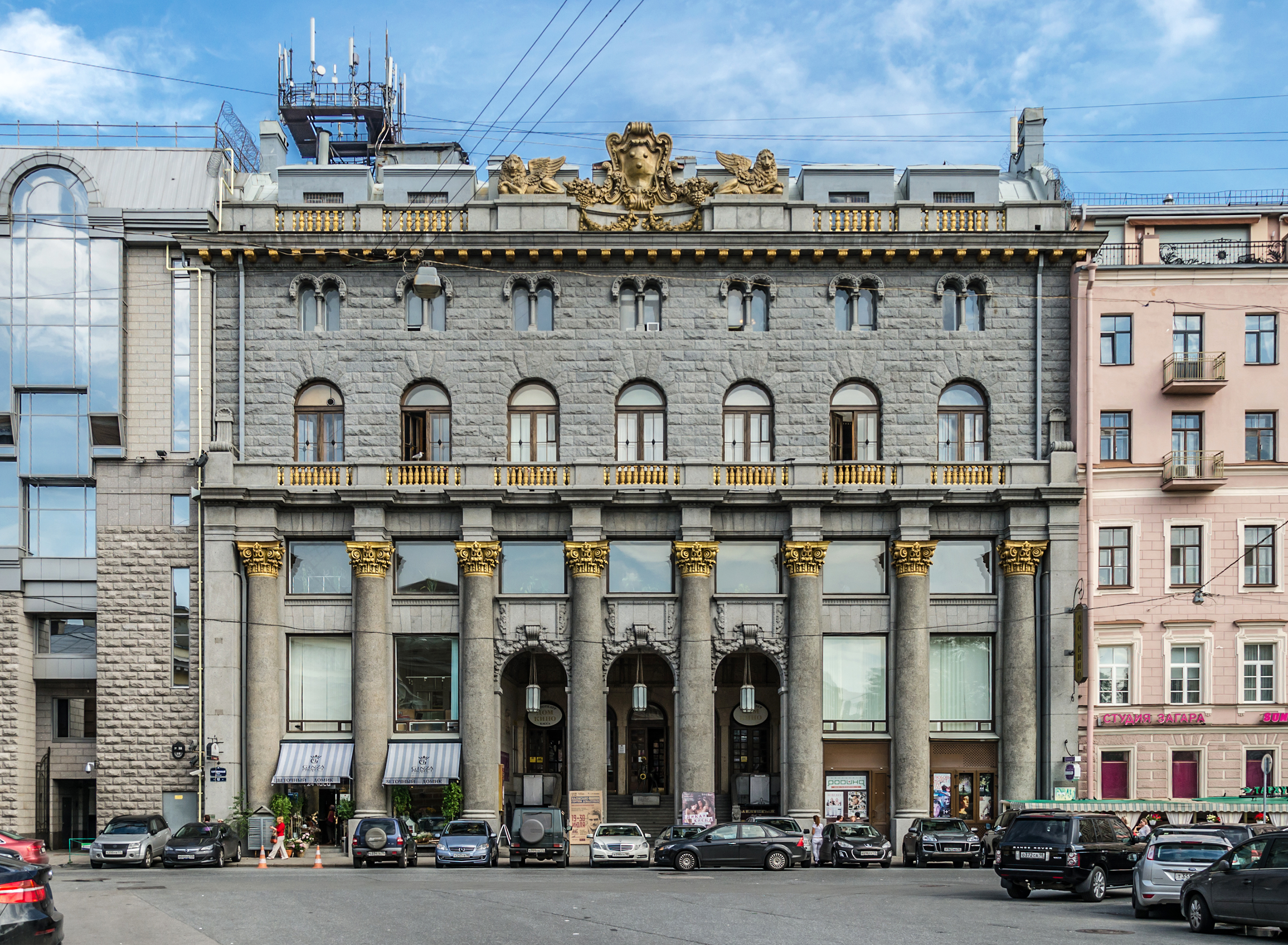
Дом Кино
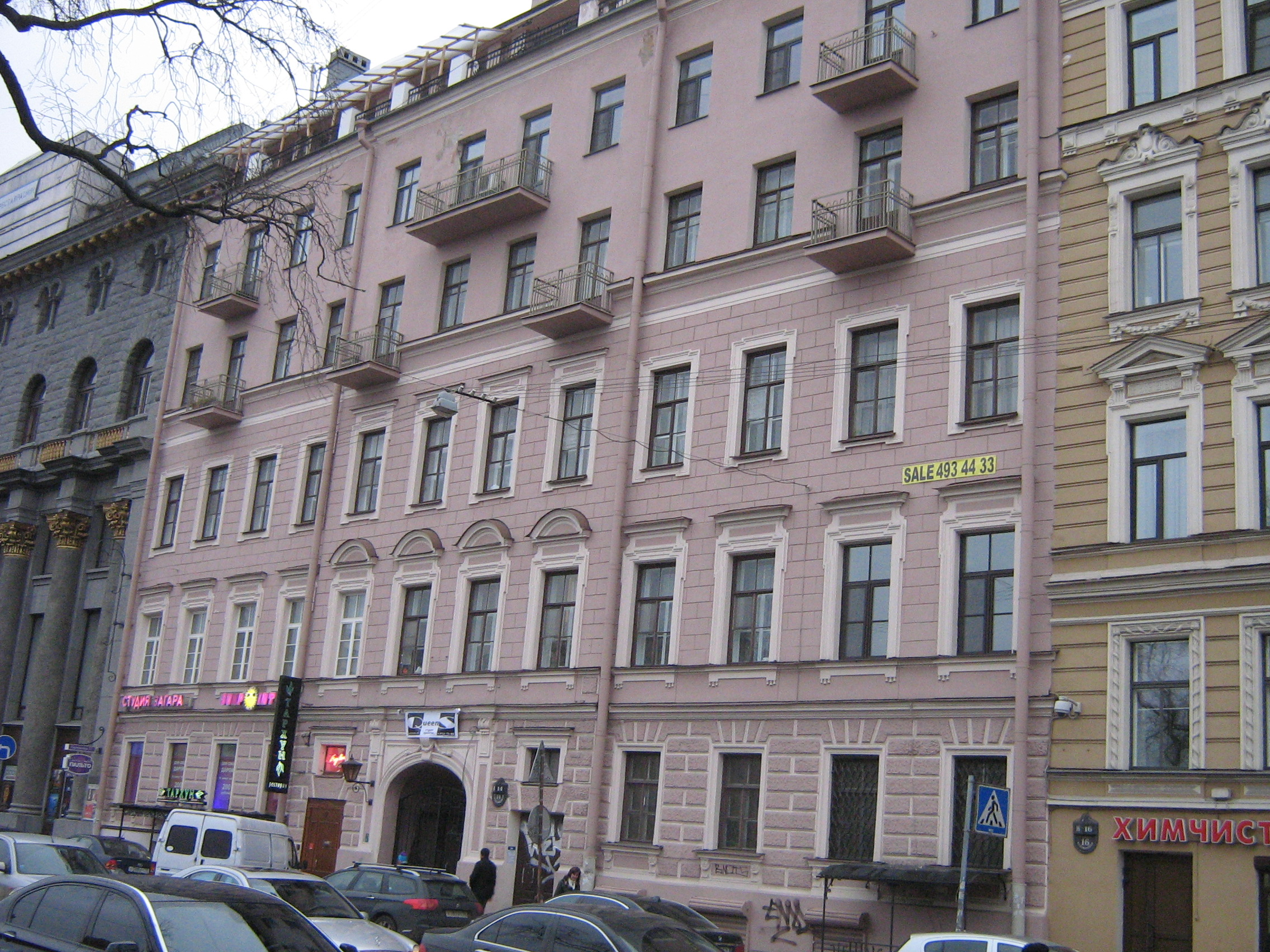
Дом 14
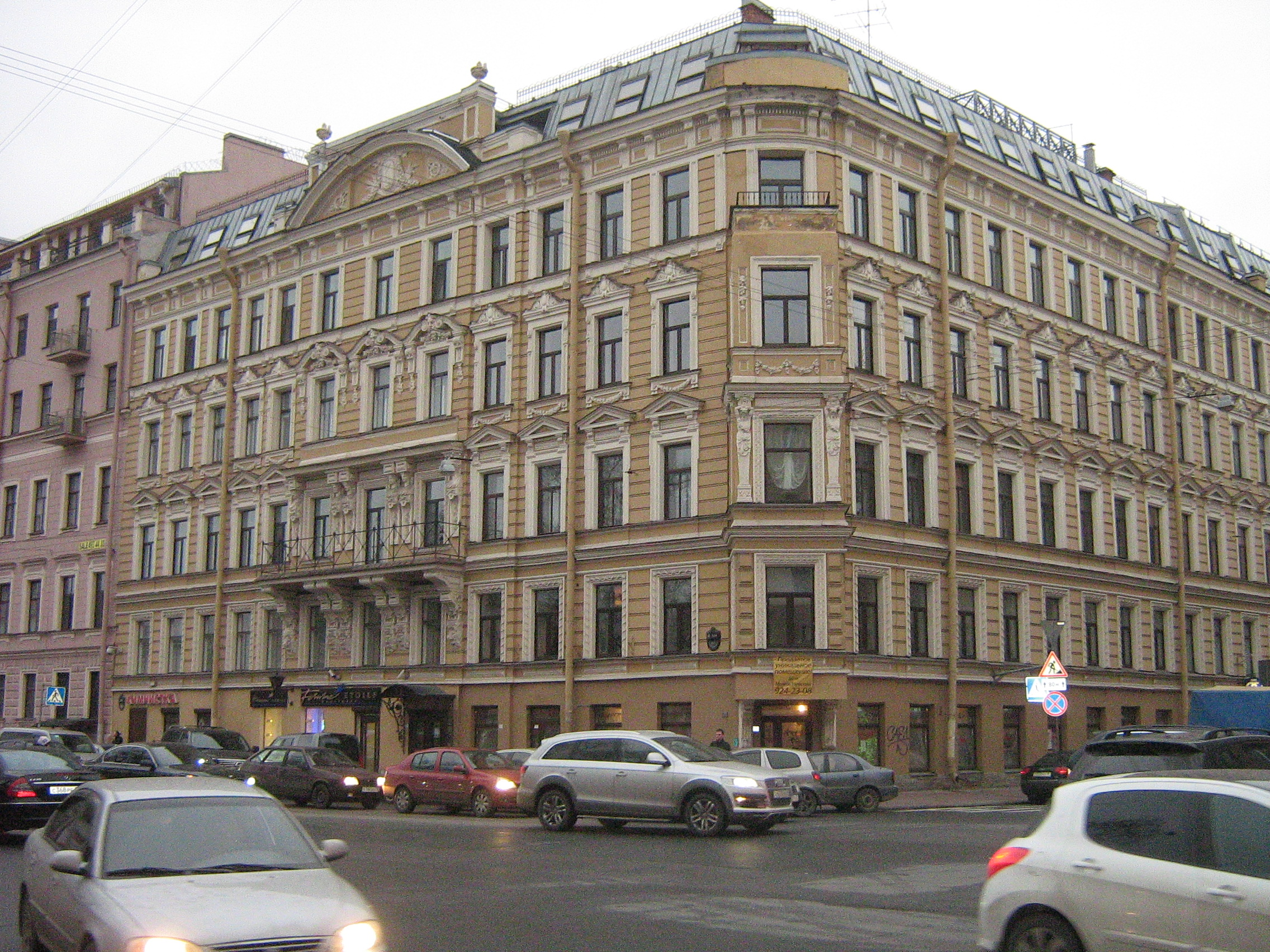
Дом 16/14

### Старо-Манежный сад
Сад между зданиями Михайловского манежа (дом 6 по Манежной площади) и малым (западным) конюшенным корпусом (дом 12 по Итальянской улице) возник в 1838 году как пейзажный, огороженный железной решёткой (32 м.п.) с воротами посередине, створки которых крепятся к каменным столбам, декорированным рельефными гербами Петербурга и датой «1871». Последняя реконструкция проведена в 1999 году по проекту архитектора Г. Л. Шолоховой, в 2001 году открыт памятник писателю И. С. Тургеневу, отлитый по модели скульпторов Я. Я. Неймана и В. Д. Свешникова.
По информации садово-парковой конторы Центрального района Санкт-Петербурга, в 2007 году общая площадь сада составляла 1696 м². В саду растут деревья (8 вязов, 3 липы, 2 лиственницы, 2 клёна), кустарники (30 винограда, 162 японской спиреи, 71 обыкновенной сирени), цветники и газоны на общей площади 1176 м².

### Ново-Манежный сквер
Сквер в центре Манежной площади появился в 1878 году по проекту архитектора В. А. Кенеля, проект озеленения разработал городской садовник А. Визе. Последняя реконструкция проводилась в 1999 году по проекту архитектора Г. Л. Шолоховой.
Треугольный в плане сквер с закруглёнными углами. В центре фонтан, к которому ведут три дорожки. Сквер огорожен исторической чугунной оградой длиной 211 погонных метров. На газоне у фонтана в 2003 году установлены бюсты итальянских архитекторов (скульптор бюстов В. Горевой, архитектор В. Попов): Б. Ф. Растрелли, Дж. Кваренги, К. Росси, А. Ринальди. По информации садово-парковой конторы Центрального района Санкт-Петербурга в 2007 году общая площадь сквера составляет 3000 м². В сквере растут деревья (2 липы, 23 вяза), кустарники (33 сирени сортовые, 92 спиреи ванутта) цветники и газоны общей площадью 2065 м².

Бюст Дж. Кваренги
Бюст К. Росси
Бюст А. Ринальди
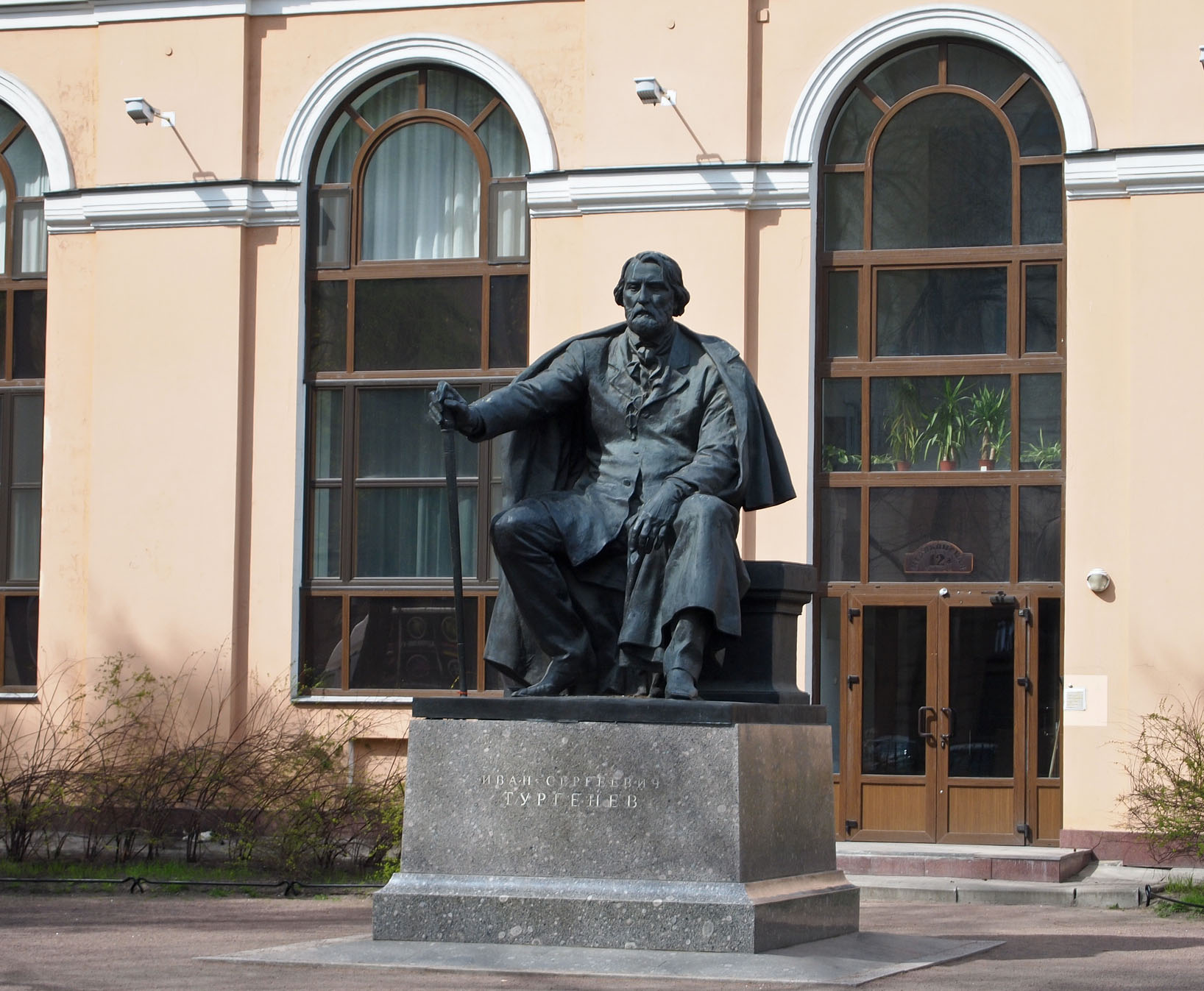
Памятник И.С.Тургеневу

## Транспорт
В советское время на площади возле Старо-Манежного сада располагалась конечная остановка пригородных автобусных маршрутов, в том числе 411 и 416.
По состоянию на февраль 2022 года никакой общественный транспорт через площадь не проходит. Ближайшие станции метро:
- Станция «Гостиный двор» на линии  имеет выход на угол Невского проспекта и Садовой улицы. Эта станция является пересадочной на станцию «Невский проспект» линии  и пассажиры этой линии также могут воспользоваться этим выходом. Расстояние от выхода из метро до центра площади составляет около 470 м.

На Невском проспекте есть остановка наземного общественного транспорта «Гостиный двор». На ней останавливаются автобусы № 7, 10, 24, 191, троллейбусы № 1, 7, 10, 11.